# Jest sprawa...
Jest sprawa… – komedia telewizyjna produkcji polskiej z 2002 roku w reżyserii Olafa Lubaszenki.

## Fabuła
Film opowiada o perypetiach mieszkańców fikcyjnej, podkoszalińskiej wsi Piaski, którzy po upadku miejscowego PGR-u ledwo wiążą koniec z końcem. Monotonię przerywają podejrzani przyjezdni szukający pewnego skarbu. Jest sprawa… to fabularna wersja serialu telewizyjnego Skarb sekretarza z 2000 roku.
W filmie wystąpili gościnnie byli piłkarze Lesław Ćmikiewicz, Robert Gadocha, Grzegorz Lato, Andrzej Szarmach, Władysław Żmuda, którzy we własnych osobach wystąpili w drużynie Znicz Piaski w meczu z drużyną niemiecką.

## Obsada
- Karolina Rosińska – Agnieszka
- Joanna Kurowska – Mariola Łącka
- Krzysztof Kowalewski – wójt Wróbel
- Tomasz Sapryk – Tadek Zawadzki
- Irena Kownas – matka Stanisława
- Tadeusz Huk – wiceminister Kowal
- Bohdan Łazuka – ksiądz
- Łukasz Nowicki – Uwe
- Anna Wojton – sklepowa
- Olaf Lubaszenko – Zenon Wnuk
- Leszek Malinowski – Stanisław Michałek
- Violetta Arlak – Beata
- Michał Malinowski – Maciek
- Stefan Friedman – burmistrz Muller
- Sylwia Wysocka – sędzia
- Jarosław Gruda – Olek Humeniuk
- Piotr Kryszan – leśniczy
- Tadeusz Woszczyński – sekretarz wójta